# Сусана
„Сусана“ (на испански: Susana) е мексикански филм от 1951 година, мелодрама на режисьора Луис Бунюел по негов сценарий в съавторство с Хайме Салвадор и Родолфо Усили, базиран на роман от Мануел Реачи.
В центъра на сюжета е млада жена, която бяга от изправително учреждение и е приета от заможно семейство, след което разстройва неговия спокоен и религиозен начин на живот. Главните роли се изпълняват от Росита Кинтана и Фернандо Солер.